# Progress MS-15
Progress MS-15 (rus: Прогресс МC-15), identificada per la NASA com a Progress 76P, fou una missió per abastir l'Estació Espacial Internacional (EEI), utilitzant una nau Progress MS llançada per Roscosmos. Fou el 167è vol d’una nau Progress.

## Història
La Progress-MS és una nau espacial de subministrament no tripulada basada en la Progress-M amb aviònica millorada. Aquesta variant millorada es va llançar per primera vegada el 21 de desembre de 2015. Presenta les següents millores:
- Nou compartiment extern que li permet desplegar satèl·lits. Cada compartiment pot contenir fins a quatre contenidors de llançament. Instal·lat per primera vegada a Progress MS-03.
- Redundància millorada gràcies a l’addició d’un sistema de reserva de motors elèctrics per al mecanisme d’acoblament i segellat.
- Protecció millorada contra micro-meteoroides (MMOD) amb panells addicionals al compartiment de càrrega.
- L'enllaç amb els satèl·lits de comunicacions russos Luch permeten la telemetria i el control, fins i tot quan no es visualitzen directament les estacions de ràdio terrestre.
- La navegació autònoma per satèl·lit (GNSS) permet la determinació en temps real del vector d’estat i dels paràmetres orbitals prescindint de la necessitat de determinar l’òrbita de l'estació terrestre.
- Navegació relativa en temps real gràcies a les funcions directes d’intercanvi de dades de ràdio amb l'estació espacial.
- Nova ràdio digital que permet una visualització millorada de la càmera de TV per a les operacions d'acoblament.
- El sistema de ràdio i antena/alimentador ucraïnès Chezara Kvant-V ha estat substituït pel Unified Command Telemetry System (UCTS).
- Substitució del sistema de navegació d’acoblament Kurs A pel sistema digital Kurs NA .

## Llançament
La Progress MS-15 es va llançar a les 14:26:21 UTC des la plataforma 31 del cosmòdrom de Baikonur en una trajectòria ràpida utilitzant el vehicle de llançament Soiuz-2.1a. La Progress MS-15 va acoblar-se amb el mòdul Pirs de l'EEI dues òrbites més tard, a les 17:45:00 UTC.

## Acoblament
Al voltant de 3 hores i 20 minuts després del llançament, la Progress MS-15 es va acoblar automàticament al port nadir del mòdul Pirs a les 17:45:00 UTC, on s’espera que romangui fins a l’abril de 2021. Un cop finalitzada la seva missió, marxarà i tornarà a l'atmosfera terrestre per destruir-se a l'Oceà Pacífic Sud.

## Càrrega
La missió Progress MS-15 va lliurar 2,540 kg de càrrega, amb 1,430 kg de pes sec. La càrrega es pot desglossar així:
- Pes sec: 1,430 kg
- Combustible: 620 kg
- Oxigen: 46 kg
- Aigua: 420 kg

## Desacoblament i reentrada
La Progress MS-15 va romandre atracada a l'estació fins al 9 de febrer de 2021 quan va partir amb deixalles per reentrar a l'atmosfera terrestre. per destruir-se a l'Oceà Pacífic Sud. Finalment el mòdul Pirs no va ser retirat i continuarà acoblat a l'EEI fins l'arribada del mòdul Naüka.